# قرار مجلس الأمن التابع للأمم المتحدة رقم 1813
قرار مجلس الأمن التابع للأمم المتحدة رقم 1813 المتخذ بالإجماع في 30 أبريل 2008.

## القرار
بعد مشاورات مكثفة، مدد مجلس الأمن ولاية بعثة الأمم المتحدة للاستفتاء في الصحراء الغربية لمدة عام واحد، حتى 30 نيسان / أبريل 2009.
وباعتماد القرار 1813 (2008) بالإجماع، أكد المجلس من جديد التزامه بمساعدة الأطراف على تحقيق حل سياسي عادل ودائم ومقبول من الطرفين، من شأنه أن ينص على تقرير المصير لشعب الصحراء الغربية.
ودُعيت الأطراف إلى مواصلة المفاوضات - تحت رعاية الأمين العام - بهدف تحقيق حل سياسي عادل ودائم ومقبول للطرفين في سياق ترتيبات تتسق مع مبادئ ميثاق الأمم المتحدة ومقاصده.
وحُثت الدول الأعضاء على تقديم مساهمات طوعية لتمويل التدابير التي تتيح زيادة الاتصال بين أفراد الأسرة المنفصلين، ولا سيما الزيارات العائلية، وكذلك لتدابير بناء الثقة الأخرى التي قد يتفق عليها الطرفان.
وجدد المجلس دعوته للتعاون بين الأطراف ودول المنطقة، مع الإحاطة علما بالاقتراح المغربي المقدم في 11 نيسان / أبريل 2007 إلى الأمين العام، ورحب بالجهود المغربية الجادة والمصداقية لدفع العملية قدما نحو الحل. كما أشار المجلس إلى الاقتراح الذي قدمته الجبهة الشعبية لتحرير الساقية الحمراء ووادي الذهب (جبهة البوليساريو) إلى الأمين العام في 10 نيسان / أبريل 2007.
ورحب المجلس بالاتفاق الذي أعرب عنه الطرفان في البيان الصادر عن المبعوث الشخصي للأمين العام للصحراء الغربية في 18 آذار / مارس 2008 لبحث إمكانية إقامة زيارات عائلية برية، بالإضافة إلى البرنامج الحالي عن طريق الجو، وتشجيعهم على القيام بذلك بالتعاون مع مفوضية الأمم المتحدة لشؤون اللاجئين.

## روابط خارجية
- </img>
- نص القرار في undocs.org